# Vanxains
Vanxains é uma comuna francesa na região administrativa da Nova Aquitânia, no departamento Dordonha. Estende-se por uma área de 35 km². Em 2010 a comuna tinha 792 habitantes (densidade: 22,6 hab./km²).